# Gare de Nagoya
La gare de Nagoya (名古屋駅, Nagoya-eki) est une gare ferroviaire majeure de la ville de Nagoya, capitale de la préfecture d'Aichi, au Japon. Elle se trouve dans l'arrondissement de Nakamura.
La gare de Nagoya est la plus grande du monde en superficie (410 000 m2). Elle abrite le siège de la Central Japan Railway Company (JR Central), l'une des huit compagnies du groupe JR.
La gare est desservie par les lignes des compagnies JR Central, Nagoya Rinkai Rapid Transit et par le métro de Nagoya.

## Situation ferroviaire
La gare de Nagoya est située au point kilométrique (PK) 366,0 de la ligne principale Tōkaidō, au PK 342,0 de la ligne Shinkansen Tōkaidō et au PK 396,9 de la ligne principale Chūō. Elle marque le début de la ligne Aonami et de la ligne principale Kansai.

## Histoire

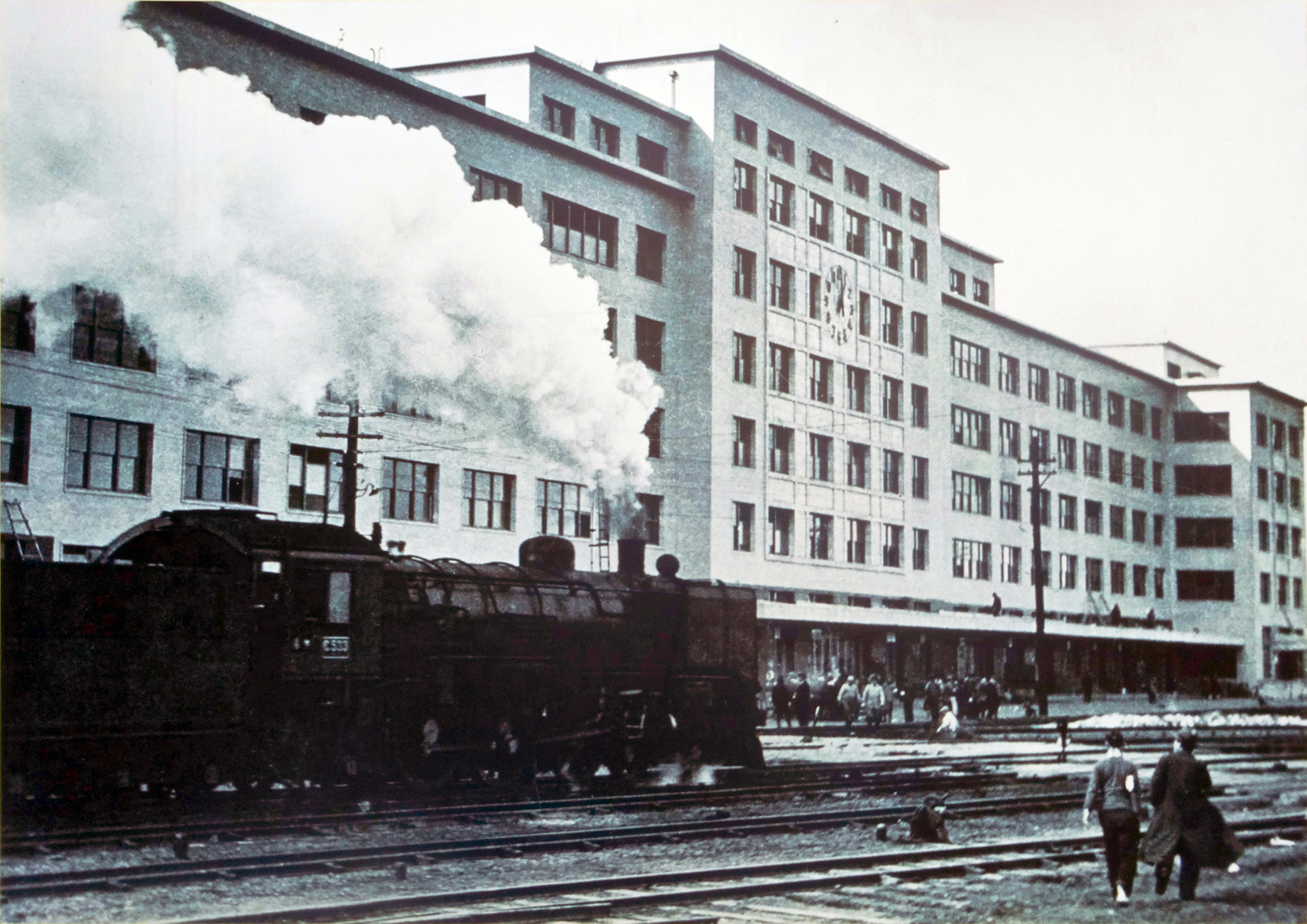
La gare de Nagoya en 1937.

La gare de Nagoya a été inaugurée le 1er mai 1886. Elle est reconstruite en 1892 à la suite d'un tremblement de terre.
En 1937, un nouveau bâtiment principal est construit à 200 mètres de l'ancien.
La gare est sérieusement endommagée par les bombardements de Nagoya le 19 mars 1945.
En décembre 1999, les JR Central Towers sont inaugurées au-dessus de la gare.
La ligne Shinkansen Chūō doit desservir la gare à partir de 2027 et permettre de rejoindre Tokyo en 40 minutes.

## Service des voyageurs

### Accueil

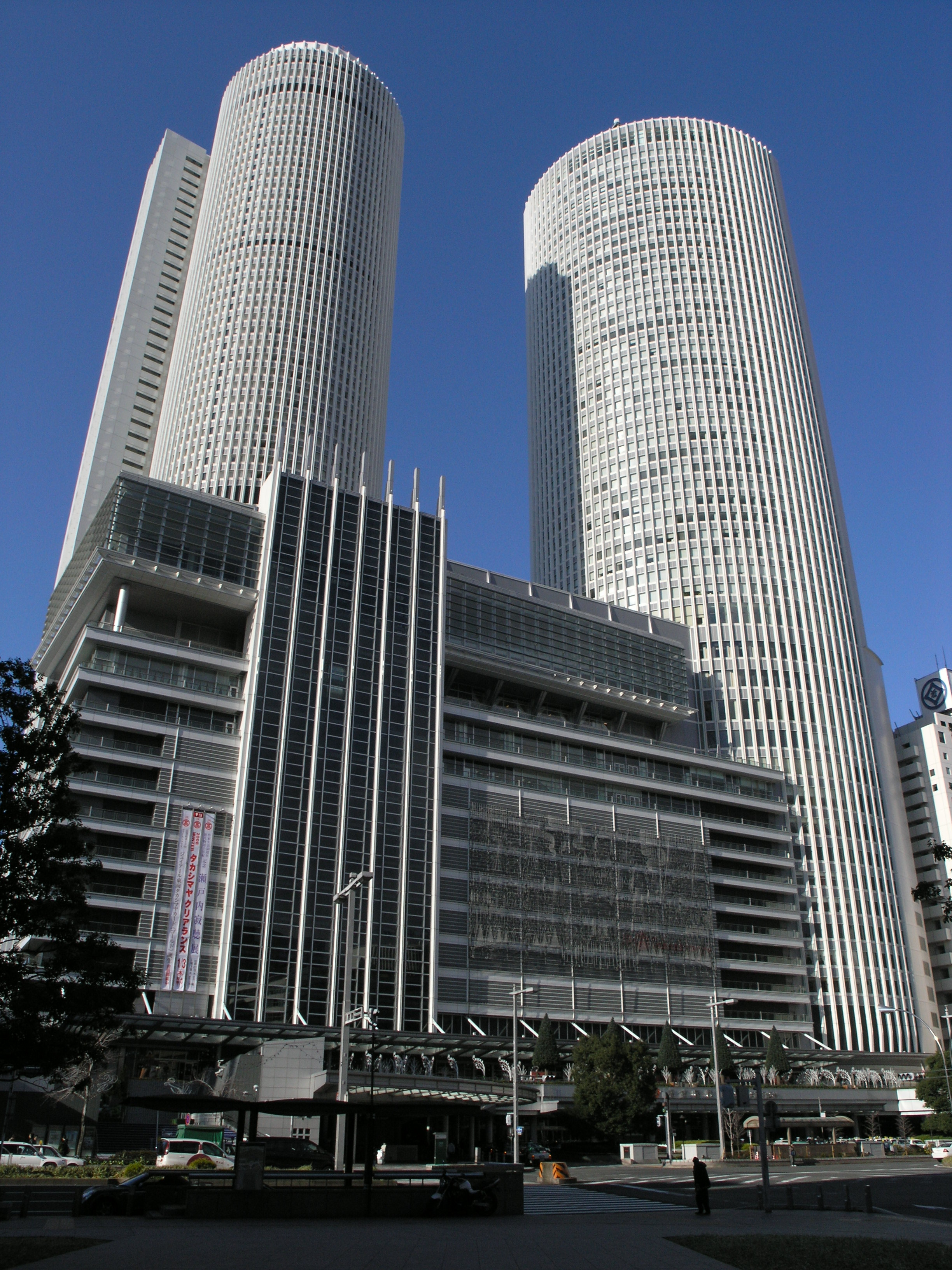
Les JR Central Towers dominent la gare de Nagoya

La gare de Nagoya est ouverte tous les jours. Elle dispose de nombreux guichets.

### Desserte

#### JR Central
- Ligne principale Tōkaidō :
  - voies 1 à 4 : direction Toyohashi et Taketoyo
  - voies 4 à 6 : direction Gifu et Ōgaki. Services Shirasagi pour Fukui et Kanazawa
  - voie 11 : Services Hida pour Takayama
- Ligne principale Chūō :
  - voies 7,8,10 et 11 : direction Tajimi et Nakatsugawa. Services Shinanao pour Nagano
- Ligne principale Kansai :
  - voies 12 et 13 : direction Kameyama. Services Nanki pour Shingū et Kii-Katsuura, services Mie pour Iseshi
- Ligne Shinkansen Tōkaidō :
  - voies 14 et 15 : direction  Shizuoka et Tokyo
  - voies 16 et 17 : direction Shin-Osaka

#### Nagoya Rinkai Rapid Transit
- Ligne Aonami :
  - voies 1 et 2 : direction Kinjo-Futo

#### Métro de Nagoya
- Ligne Higashiyama :
  - voie 1 : direction Fujigaoka
  - voie 2 : direction Takahata
- Ligne Sakura-dōri :
  - voie 3 : direction Tokushige
  - voie 4 : direction Taiko-dori

### Intermodalité
Les gares de Meitetsu Nagoya et Kintetsu-Nagoya sont situées à proximité immédiate.